# جان کوانز
جان کوانز (انگلیسی: John Cowans; ۱۱ مارس ۱۸۶۲ – ۱۶ آوریل ۱۹۲۱) فرد نظامی اهل پادشاهی متحد بریتانیای کبیر و ایرلند بود. وی همچنین برندهٔ جوایزی همچون نشان حمام، نشان سلطنتی ویکتوریایی، و نشان ردیمر شده‌است.